# Aeródromo Militar de San Quintín
El Aeródromo de San Quintín (Código IATA: SNQ) es un pequeño aeródromo ubicado en la localidad de San Quintín, Baja California, México y es operado por la Secretaría de la Defensa Nacional. Se encuentra en las instalaciones del 67 Batallón de infantería en el Campo Militar Número 2-D, cuenta con una pista de aterrizaje de 777 metros de largo y 30 metros de ancho así como una plataforma de aviación de 10,000 metros cuadrados (100 m x 100 m).

## Accidentes e incidentes
- El 21 de mayo del 2000: una aeronave Beechcraft V35 Bonanza con matrícula N3334G operada por Samaritanos del Aire que se preparaba para realizar un vuelo privado entre el Aeropuerto de San Quintín y el Aeropuerto de Mexicali se estrelló durante su despegue, matando a los 3 ocupantes.[2]